# Junior Bonner, le dernier bagarreur
Pour plus de détails, voir Fiche technique et Distribution.
Junior Bonner, le dernier bagarreur (Junior Bonner) est un film américain réalisé par Sam Peckinpah et sorti en 1972. Il met en scène Steve McQueen.

## Synopsis
Junior « JR » Bonner (Steve McQueen) est un cavalier de rodéo légèrement marginal. Il est parfois blessé, comme cette fois par un taureau agressif nommé Sunshine. Il parcourt les États-Unis de concours en concours, gagnant sa vie tant bien que mal. Il retourne à Prescott, sa ville natale en Arizona, pour le défilé et le rodéo du Jour de l'Indépendance. Quand il arrive, il trouve la maison de sa famille rasée par les hommes de son jeune frère Curly, entrepreneur et promoteur immobilier, afin de construire un parc à caravanes. Son bon à rien de père et coureur de jupons, Ace (Robert Preston), et sa mère terre-à-terre, Elvira (Ida Lupino), qui souffre depuis longtemps, sont séparés. Ace rêve d'émigrer en Australie pour élever des moutons et chercher de l'or mais il échoue à obtenir le financement de Junior, fauché, et refuse de demander à Curly.
Après avoir assommé son frère arrogant d'un coup de poing, Junior soudoie le propriétaire du rodéo Buck Roan (Ben Johnson), afin qu'il le laisse monter à nouveau Sunshine, en lui promettant la moitié de l'argent du prix. Buck le pense fou mais Junior parvient finalement à gagner en passant huit secondes sur le taureau. Avec sa prime de 950 dollars gagnée au rodéo, Junior entre dans le bureau d'un agent de voyages et achète pour son père — et son chien — un billet aller simple en première classe pour l'Australie.

## Fiche technique
Sauf indication contraire, les informations mentionnées dans cette section peuvent être confirmées par la base de données cinématographiques IMDb,  présente dans la section « Liens externes ».
- Titre original : Junior Bonner
- Titre français : Junior Bonner, le dernier bagarreur
- Réalisation : Sam Peckinpah
- Scénario : Jeb Rosebrook
- Musique : Jerry Fielding
- Photographie : Lucien Ballard
- Montage : Franck Santillo et Robert L. Wolfe (en)
- Direction artistique : Ted Haworth
- Décorateur de plateau : Angelo P. Graham et Jerry Wunderlich (en)
- Costumes : Eddie Armand, Pat Barto et James M. George
- Production : Joe Wizan et Mickey Borofsky
- Sociétés de production : ABC Pictures, Joe Wizan-Booth Gardner Productions et Solar Productions
- Distribution : ABC Motion Pictures
- Pays de production :  États-Unis
- Langue originale : anglais
- Genre : western
- Format : Couleur - 35 mm - son monophonique
- Durée : 100 minutes
- Dates de sortie :
  - États-Unis : 2 août 1972
  - France : 31 mai 1973

## Distribution
- Steve McQueen (VF : Jacques Thébault) : Junior Bonner
- Robert Preston (VF : Claude Joseph) : Ace, le père de Junior
- Ida Lupino (VF : Paule Emanuele) : Elvira, la mère de Junior
- Joe Don Baker (VF : Marc de Georgi) : Curly, le frère de Junior
- Ben Johnson (VF : Philippe Dumat) : Buck Roan
- Barbara Leigh : Charmagne
- Bill McKinney (VF : Daniel Gall) : Red Terwiliger
- Donald Barry (VF : Jean Berger) : Homer Rutledge
- Mary Murphy : Ruth Bonner, la femme de Curly
- Sandra Deel (VF : Maria Tamar) : Arlis
- Dub Taylor (VF : Pierre Leproux) : Del, le barman
- Charles Gray (VF : Jean-Louis Maury) : Burt
- James Shreeve (VF : Henry Djanik) : le baraqué lors de la rixe au bar
- Sam Peckinpah : un homme au bar (caméo)

## Production
La réalisation est initialement proposée à Monte Hellman.
Gene Hackman devait initialement incarner Curly mais Steve McQueen ne voulait pas céder à ses exigences salariales et a mis son veto à sa présence. Barbara Leigh a auditionné pour le rôle de Charmagne mais les producteurs lui préfèrent Tiffany Bolling. Mais Steve McQueen est très impressionné et entretient quelque temps une relation amoureuse avec elle. Alors que Tiffany Bolling, Steve McQueen propose Barbara Leigh.
Le tournage a lieu à Prescott en Arizona. Comme souvent chez Peckinpah, le tournage est marqué par des tensions sur le plateau. L'acteur Joe Don Baker raconte :

« Je n'aimais pas du tout Peckinpah. Il faisait partie de ces petits gars qui essaient d'intimider les gros et il a failli se faire fouetter le cul pour avoir essayé de me le faire. Chaque fois que j'allais étrangler Peckinpah, Steve McQueen venait me calmer comme un frère le ferait. »

— Joe Don Baker

## Commentaire
(avril 2023).
- Si vous ne connaissez pas le sujet, laissez ce bandeau (vous pouvez alors contacter les auteurs).
- Si vous supprimez le contenu mis en cause (vous pouvez préalablement contacter les auteurs),

argumentez précisément cette suppression dans la page de discussion
(un manque de référence n'est pas un argument ; une recherche réelle de référence doit avoir été effectuée, être formellement documentée).
Junior Bonner est la métaphore de son réalisateur Sam Peckinpah, dont toute la filmographie n'est que la dénonciation d'un monde moderne inhospitalier, un XXe siècle hypocrite et axé sur le profit et non sur l'honneur.
D'une mélancolie caractéristique des films de Sam Peckinpah, le film est comme un adieu au monde de l'humanisme pour le traitement de masse.
Il est sûr que devant la filmographie imposante du réalisateur, ce film pourrait paraître mineur mais il s'inscrit en fait dans la lignée des films majeurs du réalisateur.